# Puig Campana
Puig Campana är ett berg i Spanien.   Det ligger i provinsen Provincia de Alicante och regionen Valencia, i den östra delen av landet, 400 km sydost om huvudstaden Madrid. Toppen på Puig Campana är 1 406 meter över havet, eller 786 meter över den omgivande terrängen. Bredden vid basen är 5,9 km.
Terrängen runt Puig Campana är huvudsakligen kuperad, men åt nordväst är den bergig.Runt Puig Campana är det mycket tätbefolkat, med 1 135 invånare per kvadratkilometer. Närmaste större samhälle är Benidorm, 8,5 km sydost om Puig Campana. Omgivningarna runt Puig Campana är i huvudsak ett öppet busklandskap.